# 松岡仰司
松岡 仰司（まつおか こうじ、2003年4月20日 - ）は、日本のプロバスケットボール選手。
アメリカ合衆国出身。ポジションはPG。B3リーグ・しながわシティ所属。

## 来歴
ミニバス（2013-2015）は、東京柏葉に所属。
中高（2015-2022）は、クリスチャン・アカデミー・イン・ジャパンに所属。モサク・オルワダミロラ雄太ジョセフ（B1茨城）とチームメートであった。
この期間にクラブチームとして、Tokyo Samurai（2018-2020）とHoudini’s Problems（2020-2022）に所属していた。

Tokyo Samuraiでは、ケドリック・ストックマンJR（B3香川）、ケイン・ロバーツ（B1広島）、江原信太朗（B2滋賀）とチームメートであった。
大学（2022-2023）は、山梨学院大学に所属。

武内理貴（B1広島）とチームメートであった。
2023年にしながわシティの練習生を経て、2023-2024シーズンにしながわシティと契約した。

## 人物

### 趣味
歌、筋トレ

## 個人成績
| シーズン   | チーム | GP | GS | MPG | FG%   | 3P%  | FT%  | RPG | APG | SPG | BPG | TO  | PPG |
| ---------- | ------ | -- | -- | --- | ----- | ---- | ---- | --- | --- | --- | --- | --- | --- |
| B3 2023-24 | 品川   | 6  | 0  | 1.3 | 33.3% | 0.0% | 0.0% | 0.0 | 0.2 | 0.0 | 0.0 | 0.5 | 0.3 |